# 天然水の森
天然水の森（てんねんすいのもり）は、サントリーによる森林保全活動。

## 概要
洋酒・清涼飲料水の製造・販売を行なっているサントリーが、商品生産の持続可能性を高めるために「天然水の森」として森林保全活動を行なっている。企業は度々、ボランティアやCSR活動として植林などの森林整備を行うが、サントリーは基幹事業として森林保全・森林整備を行う。天然水の森は水源涵養林として高い能力を持った森林を目指している。水資源の涵養力を高めることを主目的にしているが、地球温暖化対策や生態系の保全の効果が期待されている。
森林整備の目標として、
1. 水源涵養林としての高い機能を持った森林
2. 生物多様性に富んだ森林
3. 洪水・土砂災害などに強い森林
4. 二酸化炭素の吸収力の高い森林
5. 人々が豊かな自然と触れ合える美しい森林

等を掲げている。
サントリーの工場の水源涵養エリアの把握を目的にして社内に水科学研究所を設立し、水文学を用いた調査研究を行っている。2003年には「天然水の森・阿蘇」が誕生し、森は2017年に19箇所・約9000haに達して、2020年には12000haにすることを目標にした。
分収育林・社会貢献の森・企業の森の制度を活用して原則30年、長ければ100年は国有林・民有林などと契約している。マツ枯れ・ナラ枯れ対策や放置竹林の整備、搬出間伐・切出間伐を行なっているが、サントリーの社員や家族によっても枝打ち・つる切りなどの森林整備を行い、社員研修や大学との共同研究の場所として使われている。サントリー天然水の採水地がある南アルプス・奥大山・阿蘇の天然水の森には「森と水の学校」を開校して子供への環境教育を行っている。さらには天然水の森の整備を通じて森林づくりの技術を継承など人材育成に取り組んでいる。
「天然水の森」の活動によって水源涵養・環境教育・技術の継承のみならず、消費者によるサントリーと商品のブランド価値の向上につながっている。